# Retrat de la mare de l'artista
Retrat de la mare de l'artista és un pastel sobre paper realitzat per Pablo Picasso el 1896 i que actualment forma part de la col·lecció permanent del Museu Picasso de Barcelona. Va ingressar al museu com a donatiu de l'artista el 1970 i actualment (2011) es mostra a la Sala 1 de la col·lecció permanent.

## Descripció
L'any 1896, Picasso realitza nombrosos retrats dels membres de la seva família. El pare, la mare i la germana esdevenen models habituals. Un dels retrats més bells és el que dedica a la seva mare, María Picasso López, amb qui estarà sempre molt unit. No tardarà gaire temps a fer prevaler el cognom matern fins a convertir-lo en signatura única en la major part de les seves obres.
Com la majoria de dibuixos de jovenesa, aquest segueix els corrents de la sensibilitat de l'època i les nocions estètiques que el guien al llarg dels anys d'aprenentatge acadèmic.
El retrat capta el moment en què la mare, de perfil, reposa mig endormiscada, amb el cap lleugerament inclinat endavant i els ulls closos, tot recreant una atmosfera plàcida. El bon ús de les tècniques del dibuix i l'encertada aplicació del color, sobretot en els reflexos lumínics del rostre de la dona i en la textura de la roba de la camisa blanca realçada per traços d'un blanc àlgid, fan d'aquest retrat una obra destacada del període de formació de l'artista.

## Restauració
El 1970, any de la gran donació de Picasso al museu de Barcelona, l'obra va ser sotmesa a un difícil procés de neteja i recuperació. A banda dels rebrecs que mostrava el paper, estava recoberta amb abundants taques de floridura, que va ser possible fer desaparèixer després d'un treball lent i meticulós, dut amb la màxima cura, ja que el polsim del pastel, que no estava fixat, podia saltar amb facilitat. La bona tasca de restauració va permetre recuperar un magnífic i perfecte retrat de la mare de l'artista.
El retrat de María Picasso López va tornar a ser restaurat a principis de 2013. Un cop restaurat, es va poder veure entre febrer i abril de 2013 al també restaurat saló neoclàssic del palau del baró de Castellet. Durant aquest temps es va poder veure tant l'anvers com el revers de l'obra.

### Dibuix ocult
Durant el segon procés de restauració dut a terme a principis del 2013 es va procedir a retirar el cartró que donava suport i rigidesa a l'obra i es va trobar un dibuix inèdit. Es tracta d'un retrat d'un senyor de mitjana edat, pintat de forma invertida respecte a la figura de la mare. Reyes Jiménez, restauradora del museu experta en conservació preventiva, va dir en publicar el descobriment: «"No hi ha dubte que la pintura desconeguda és anterior a la de la seva mare, ja que en cas contrari hauria destruït la pintura al pastís en el moment de realitzar»

## Altres retrats
Durant la seva trajectòria Picasso va realitzar diversos dibuixos i retrats de la seva mare. Al museu barceloní es conserven diversos dibuixos anteriors del bust de la mare, a llapis sobre paper, fets a La Corunya el 1894-1895; altres fets a Màlaga o a Barcelona el 1895 i altres dibuixos fets a Barcelona el 1895, així com tres aquarel·les, a més de diversos croquis i apunts.